# Peckhamiini
Peckhamiini è una tribù di ragni appartenente alla sottofamiglia Spartaeinae della famiglia Salticidae dell'ordine Araneae della classe Arachnida.

## Distribuzione
I tre generi oggi noti di questa tribù sono diffusi nelle Americhe, prevalentemente in America centrale e meridionale.

## Tassonomia
A giugno 2011, gli aracnologi riconoscono tre generi appartenenti a questa tribù:
- Consingis  Simon, 1900 — Brasile, Argentina (1 specie)
- Peckhamia Simon, 1901 — Americhe (7 specie)
- Uluella Chickering, 1946 — Panama (1 specie)